# Sancho IV. Kastilský
Sancho IV. Kastilský (12. května 1258 Valladolid – 25. dubna 1295 Toledo) byl král Kastilie a Leónu (a Galicie) v letech 1284 až 1295. Pocházel z burgundsko-Ivrejské dynastie. Sancho byl druhorozeným synem Alfonse X. Kastilského.
Po smrti staršího bratra Ferdinanda v roce 1275 se měl dědicem koruny stát jeho starší syn a Sanchův synovec Alfons, ale Sancho, mladší bratr zemřelého, se nechal roku 1282 šlechtickou opozicí prohlásit následníkem trůnu a roku 1284 se stal po otcově smrti kastilským králem, kterého uznala většina šlechty.

## Rodina
V roce 1282 si vzal za ženu Marii z Moliny, pár měl tyto děti:
- Isabela (1283–1328), 1. manžel Jakub II. Aragonský a 2. manžel Jan III. Bretaňský.
- Ferdinand IV. (1285–1312)
- Alfons (1286–1291)
- Petr (1290–1319), manželka Marie Aragonská (dcera Jakuba II.)
- Jindřich (1288–1299)
- Filip (1292–1327), manželka Markéta de la Cerda (sestřenice), dcera Alfonse de la Cerda.
- Beatrix (1293–1359), manžel Alfons IV. Portugalský

Sancho IV. měl také tři nemanželské děti před sňatkem – Violanta, Tereza a Alfons Sánchez.